# Tony Garnett
Tony Garnett, született Anthony Edward Lewis (Birmingham, 1936. április 3. – London, 2020. január 12.) brit filmproducer.

## Filmjei
Mozifilmek
- Deborah édes teste (Il dolce corpo di Deborah) (1968, producer)
- Kes (1969, producer)
- Családi élet (Family Life) (1971, producer)
- Black Jack (1979, producer)
- Prostitute (1980, producer)
- Handgun (1983, producer)
- Szezám utca: A madár nyomában (Follow That Bird) (1985, producer)
- A földi lányok csábítóak (Earth Girls Are Easy) (1988, producer)
- Fat Man és Little Boy (1989, producer)
- The Turnaround (1995, executive producer)
- Csodálatos dolog (Beautiful Thing) (1996, producer)

Dokumentumfilmek
- The Body (1970, producer)
- The Save the Children Fund Film (1971, producer)

Tv-filmek
- The Gangster Show: The Resistible Rise of Arturo Ui (1972, producer)
- Steven (1974, producer)
- The Enemy Within (1974, producer)
- Days of Hope (1975, producer)
- Law & Order (1978, producer)
- The Reconstructed Heart (1992, executive producer)
- Christmas (1996, executive producer)
- This Life + 10 (2007, producer)
- Lilies (2007, executive producer)

Tv-sorozatok
- The Wednesday Play (1966–1969, producer, tíz epizód)
- BBC Play of the Month (1968, producer, egy epizód)
- ITV Saturday Night Theatre (1971, producer, egy epizód)
- Play for Today (1973–1978, producer, öt epizód)
- Five-Minute Films (TV Series short) (1982, producer, rövidfilm, öt epizód)
- The Staggering Stories of Ferdinand De Bargos (1989, executive producer)
- Cardiac Arrest (1994, producer)
- Between the Lines (1992–1994, executive producer, 34 epizód)
- Screen One (1992, 1997, producer, két epizód)
- Sharman (1996, executive producer, egy epizód)
- Ballykissangel (1996–1997, executive producer, 14 epizód)
- Amíg még élünk (This Life) (1996–1997, executive producer, 32 epizód)
- The Cops (1998, executive producer, nyolc epizód)
- Attachments (2000, executive producer)
- Rough Diamond (2007, executive producer, négy epizód)